# Labedera
Labedera är ett släkte av fjärilar. Labedera ingår i familjen ädelspinnare.

## Bildgalleri

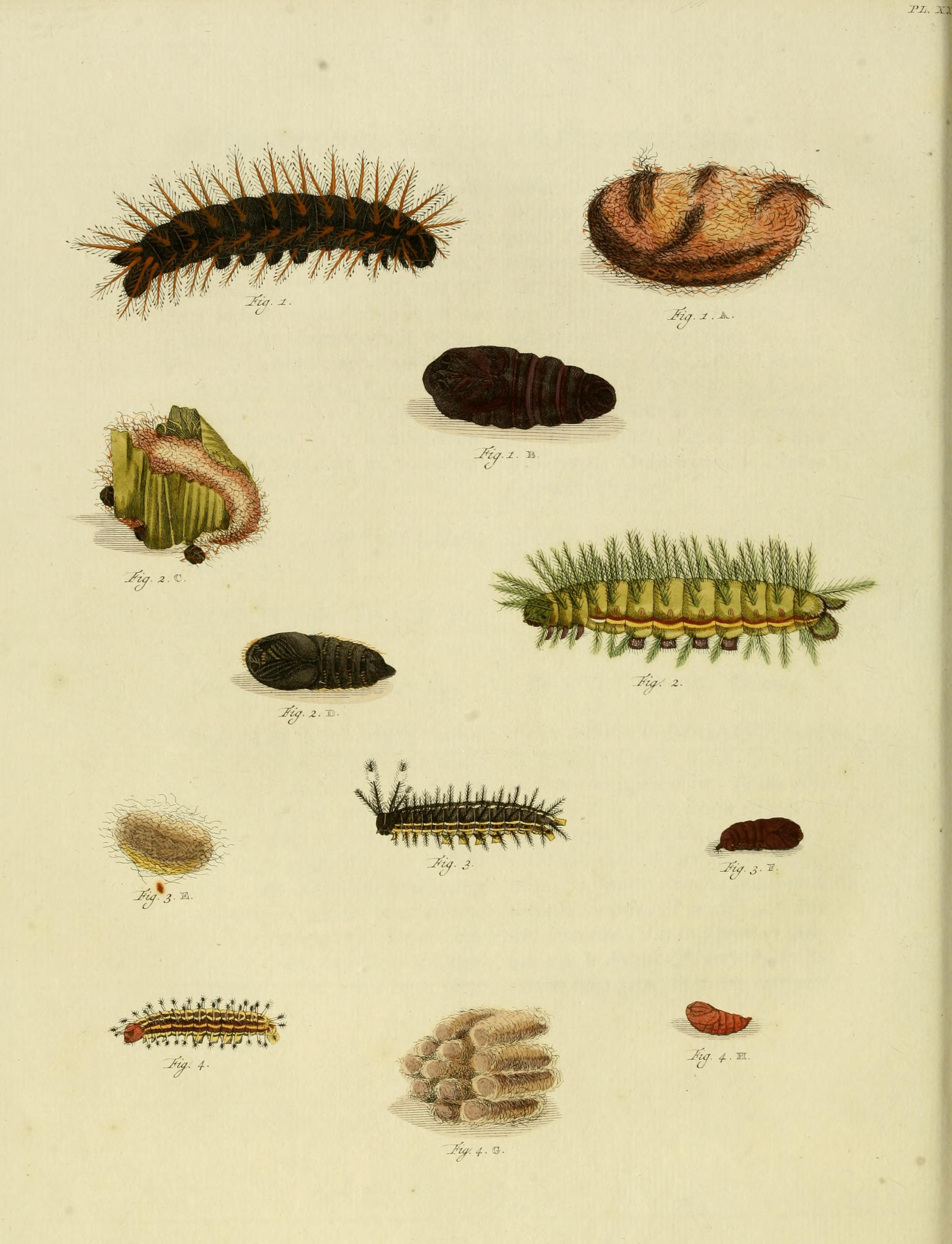
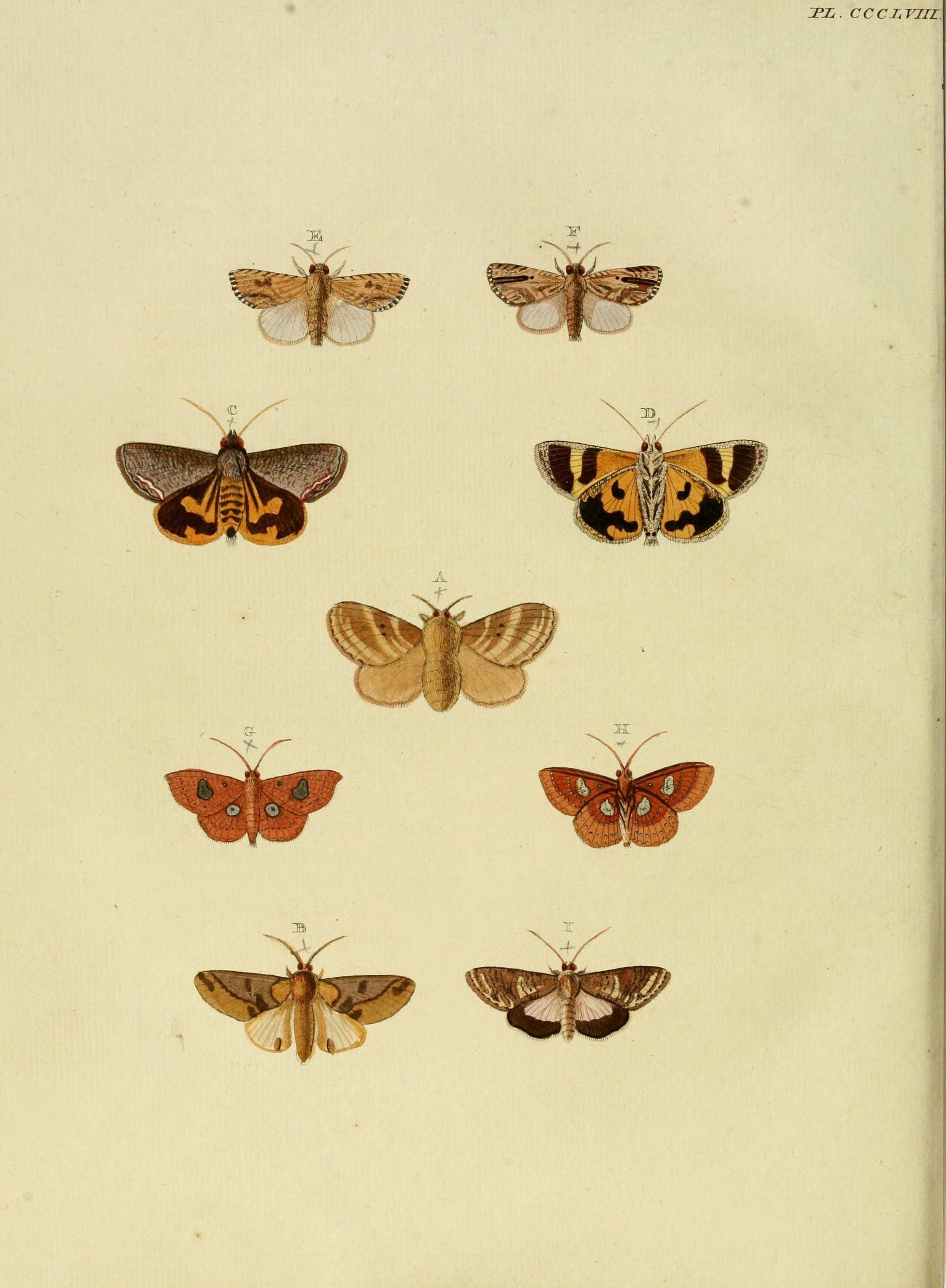

## Dottertaxa tillLabedera, i alfabetisk ordning[1]
- Labedera alma
- Labedera angala
- Labedera angustipennis
- Labedera argentata
- Labedera arpiana
- Labedera avita
- Labedera bella
- Labedera butleri
- Labedera cain
- Labedera cervina
- Labedera cinerascens
- Labedera everildis
- Labedera fraternans
- Labedera fumida
- Labedera fuscicaudata
- Labedera gracilis
- Labedera guthagon
- Labedera hirta
- Labedera hirtipes
- Labedera infernalis
- Labedera jamaicensis
- Labedera levana
- Labedera lusciosa
- Labedera manoba
- Labedera maura
- Labedera melini
- Labedera mexicana
- Labedera nigra
- Labedera nigrescens
- Labedera nigricolor
- Labedera noctilux
- Labedera opalina
- Labedera pallida
- Labedera plurilinea
- Labedera primitiva
- Labedera proxima
- Labedera rivulosa
- Labedera romani
- Labedera sublucana
- Labedera synoecura
- Labedera taruda
- Labedera trilinea
- Labedera vitgreus